# Clema

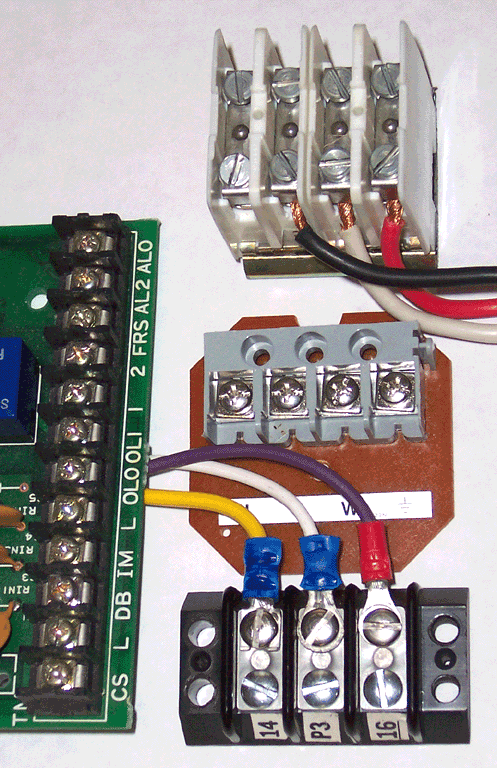
Borneras como conectores individuales a un circuito a la izquierda.

Una clema (también conocido como bornera o regleta) es un tipo de conector eléctrico en el que un cable se aprisiona contra una pieza metálica mediante el uso de un tornillo.
Al cable a veces simplemente se le retira el aislamiento exterior en su extremo, y en otras ocasiones se dobla en forma de U o J para ajustarse mejor al eje del tornillo.
Alternativamente, al cable se le puede crimpar un terminal para protegerlo. También se usan prisioneros, pero no son adecuados para su uso con los terminales, ya que no encajan. En cualquier caso, se ha de apretar un tornillo para asegurar la conexión.

## Descripción y uso

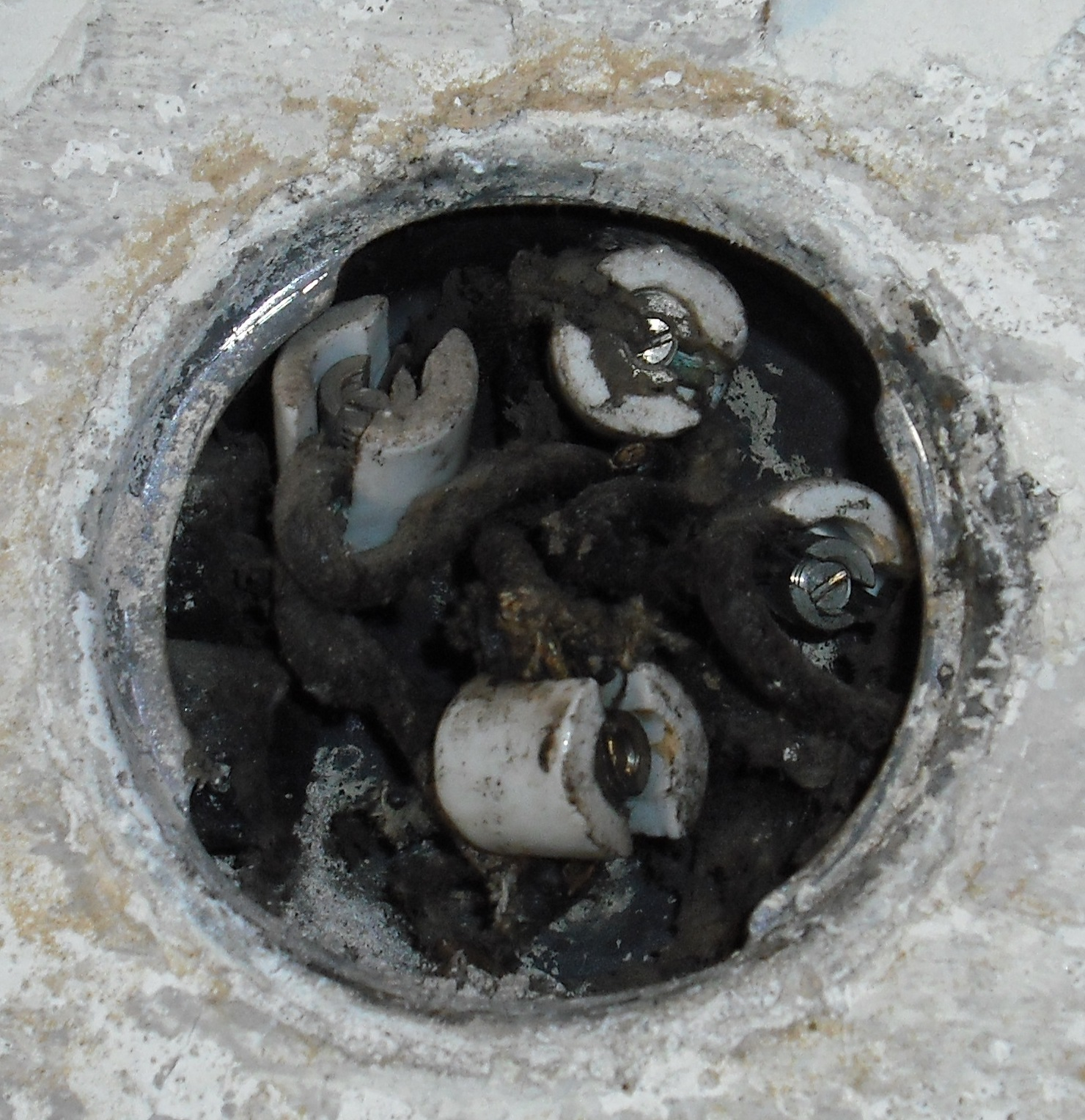
Clema vieja con terminales aislados con porcelana.

Las clemas se usan normalmente para conectar un terminal de tierra en aparatos como protectores de sobretensiones. La mayoría de los sistemas de megafonía de los edificios los usan para los altavoces. También se usan con frecuencia en el cableado eléctrico, para conectar enchufes e interruptores a la red, y para conectar electrodomésticos como la secadora o el horno a un circuito aislado en un hogar. 

### Versión múltiple

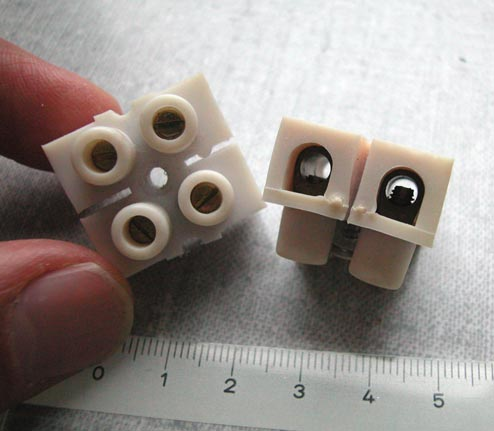
Dos clemas con regla para medición.

Estas pueden disponerse como una tira, teniendo cada conexión dos tornillos. Se usa este tipo para conectar dos componentes distintos, uno a cada lado. Esto permite una gran facilidad para distribuir la electricidad hacia varios puntos diferentes.

## Ventajas e inconvenientes

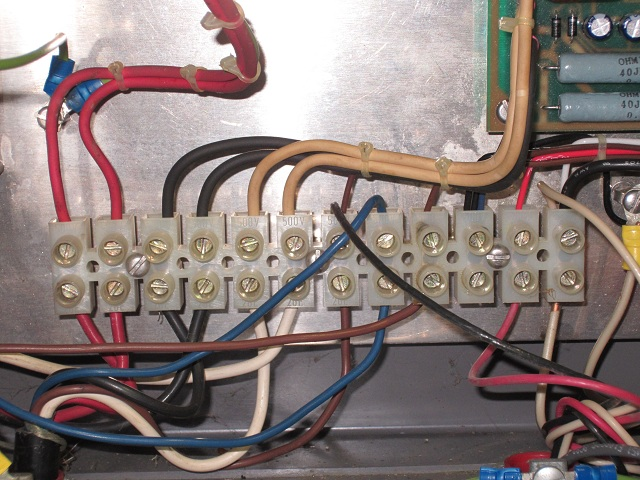
Clemas en las entradas de un sistema de luces estroboscópicas TWR D-2

Una ventaja de las clemas es que no se han de usar conectores, así que no surge el problema de la incompatibilidad por la unión de cables de diferentes secciones o formas. Además, las conexiones son muy seguras, tanto física como eléctricamente, ya que hacen un contacto firme con una gran sección del cable. Esto también lleva a la desventaja de que puede darse el caso de necesitar varios minutos para apretar o soltar una clema; que con otro sistema hubiera bastado conectar o desconectar. Otra desventaja es que el uso de un cable muy fino puede provocar la rotura de éste.
Las clemas a veces pueden aflojarse si a la hora de su montaje no fueron bien apretadas. Es por ello que algunas reglamentaciones nacionales establecen que las clemas deben estar bien visibles para su mantenimiento.
Un apretado excesivo puede provocar la fractura del cable.